# USS Saratoga (CV-3)
Pour les autres navires du même nom, voir USS Saratoga.
L’USS Saratoga (CV-3) était un porte-avions de la marine américaine de la classe Lexington, le deuxième porte-avions construit aux États-Unis.

## Histoire

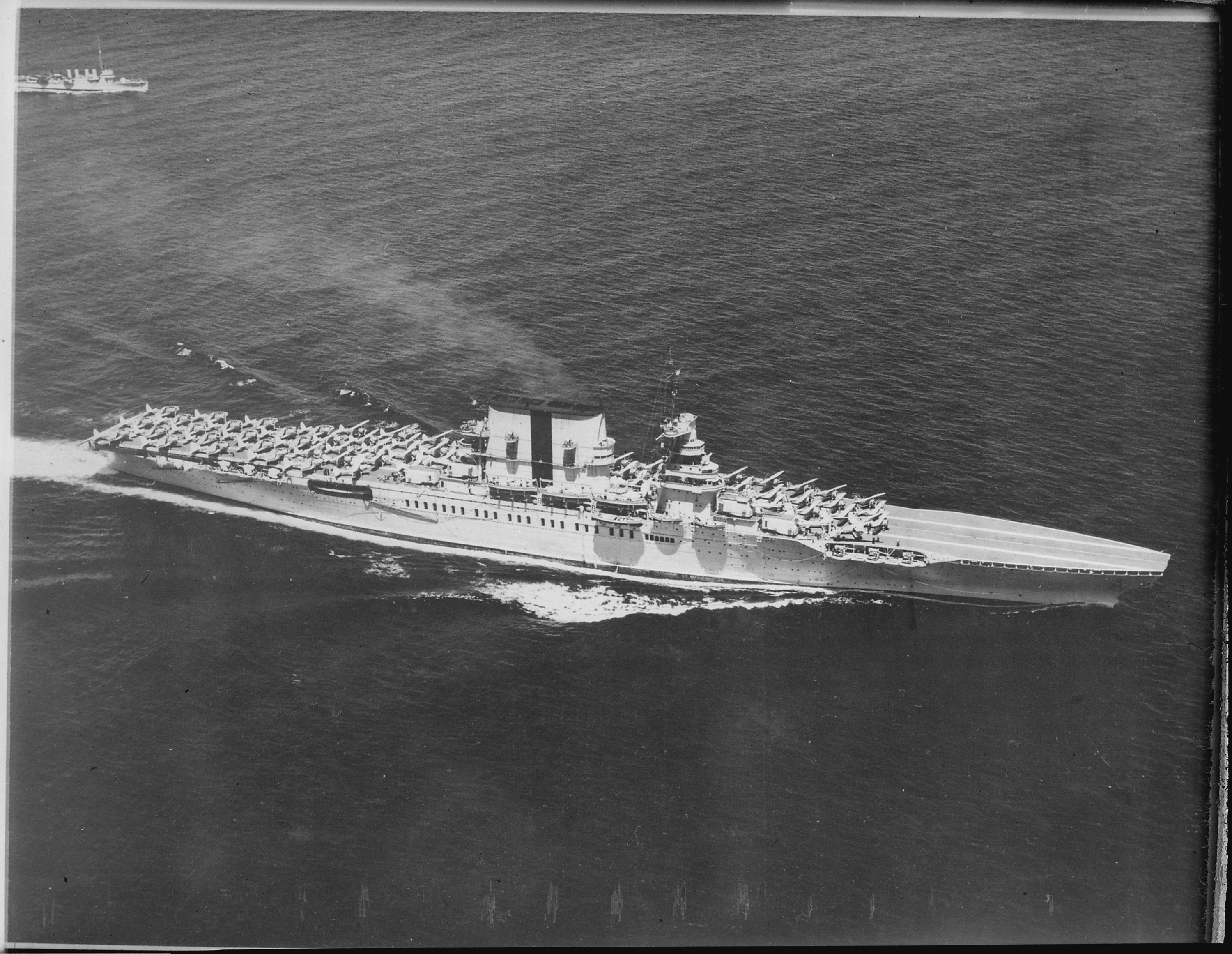
Le Saratoga dans l'Atlantique le 31 mai 1934

Le USS Saratoga (CV-3) a été le deuxième porte-avions de la marine des États-Unis. Il a été mis en service un mois avant le Lexington qui donne son nom à cette classe de porte-avions. Afin de distinguer le Saratoga du Lexington et permettre aux pilotes de le reconnaître aisément, une large bande verticale noire est peinte sur sa cheminée. Son équipage lui donnera les surnoms affectueux de Sister Sara ou de Sara Maru ("Maru" est un détournement humoristique du suffixe japonais désignant les navires de commerce, comme pour le croiseur USS Northampton surnommé Nora Maru)
La classe Lexington, dont le Saratoga, devait initialement être composée de croiseurs de bataille. Commencée en 1920 par la New York Shipbuilding Corporation, la construction du Saratoga est annulée et transformée en une commande de porte-avions, le CV-3, en juillet 1922, à la suite du traité de Washington qui limite l'armement naval de ses signataires.
Lancé en 1925, le Saratoga était, tout comme les autres de sa classe, un des plus gros porte-avions de son époque, équipé d'une catapulte. Tout comme le Lexington, il joua un rôle important dans le concept d'une force d'attaque rapide et en 1928, les deux navires prirent part à des mises en situation dans le Pacifique.

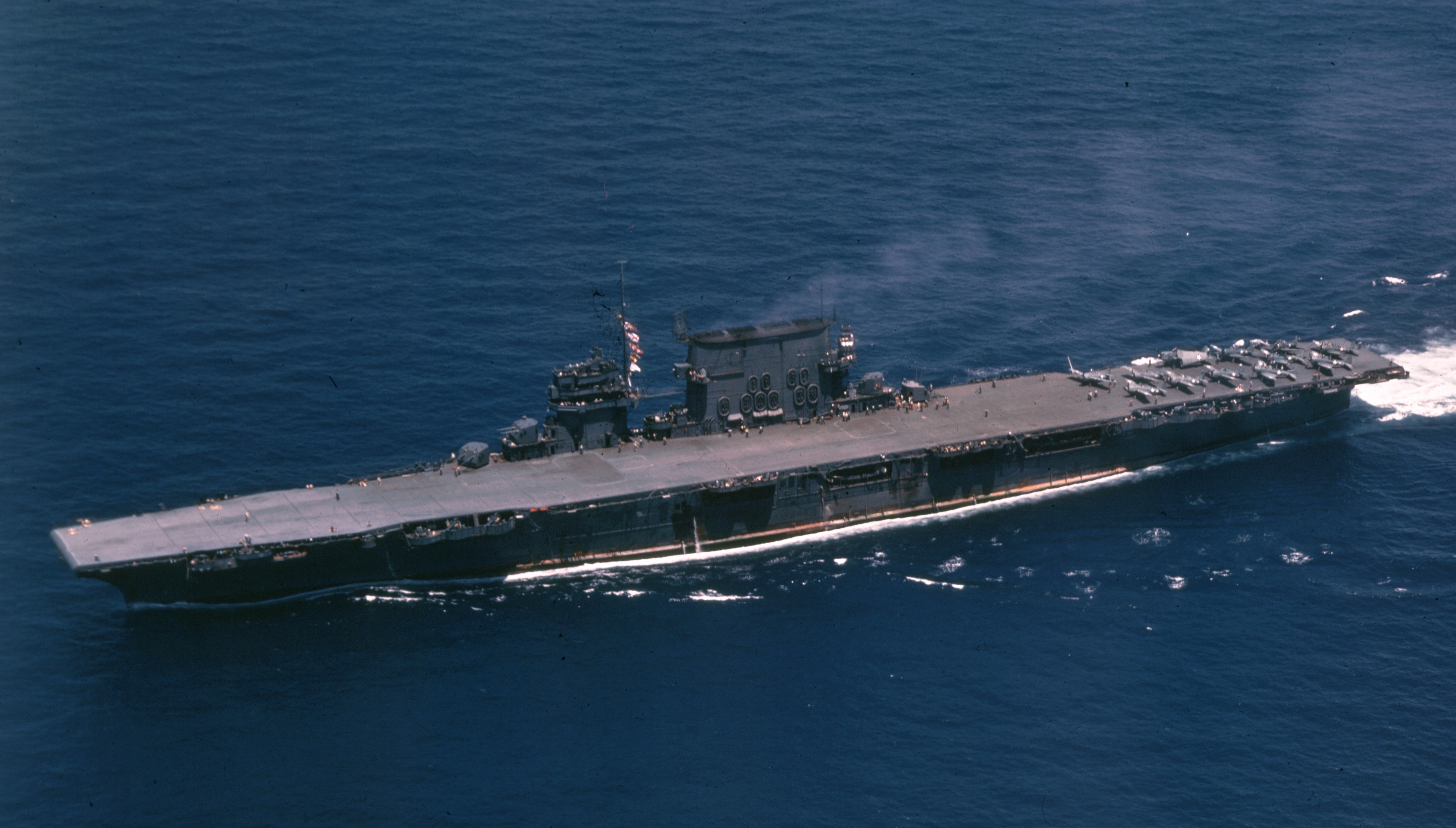
Le Saratoga en 1942, avec ses 4 nouvelles tourelles antiaériennes jumelées de 127 mm

Au moment de l'attaque de Pearl Harbor, il est à San Diego pour rénovation. Il prend la mer pour former rapidement une troisième Task Force (les deux autres étant formées autour du Lexington et de l’Enterprise). Le 11 janvier 1942, il est torpillé par un sous-marin japonais au large de Pearl Harbor et n'est plus en service pendant les quatre mois de réparation. Utilisé pour convoyer des avions dans le centre du Pacifique, il manque la bataille de Midway mais est, avec l’Enterprise et le Wasp, fortement engagé dans la campagne des îles Salomon comme navire amiral de l'amiral Fletcher. Torpillé le 31 août 1942, une semaine après la bataille des Salomon orientales, il subit des dommages légers, mais son système électrique est détruit et le navire devient inutilisable pendant trois mois.
En 1943 et 1944, il participe aux opérations d'île en île et est ensuite détaché pour coopérer avec la Flotte britannique d'Orient, dans l'ocean Indien, pour attaquer les positions japonaises de Java (opération Transom) et Sumatra (opération Cockpit).
Le 21 février 1945, le Saratoga est frappé par un kamikaze durant l'attaque d'Iwo Jima. Les dommages subis étant importants et le navire prenant de l'âge, on l'assigna à des tâches d'entraînement à Pearl Harbor.

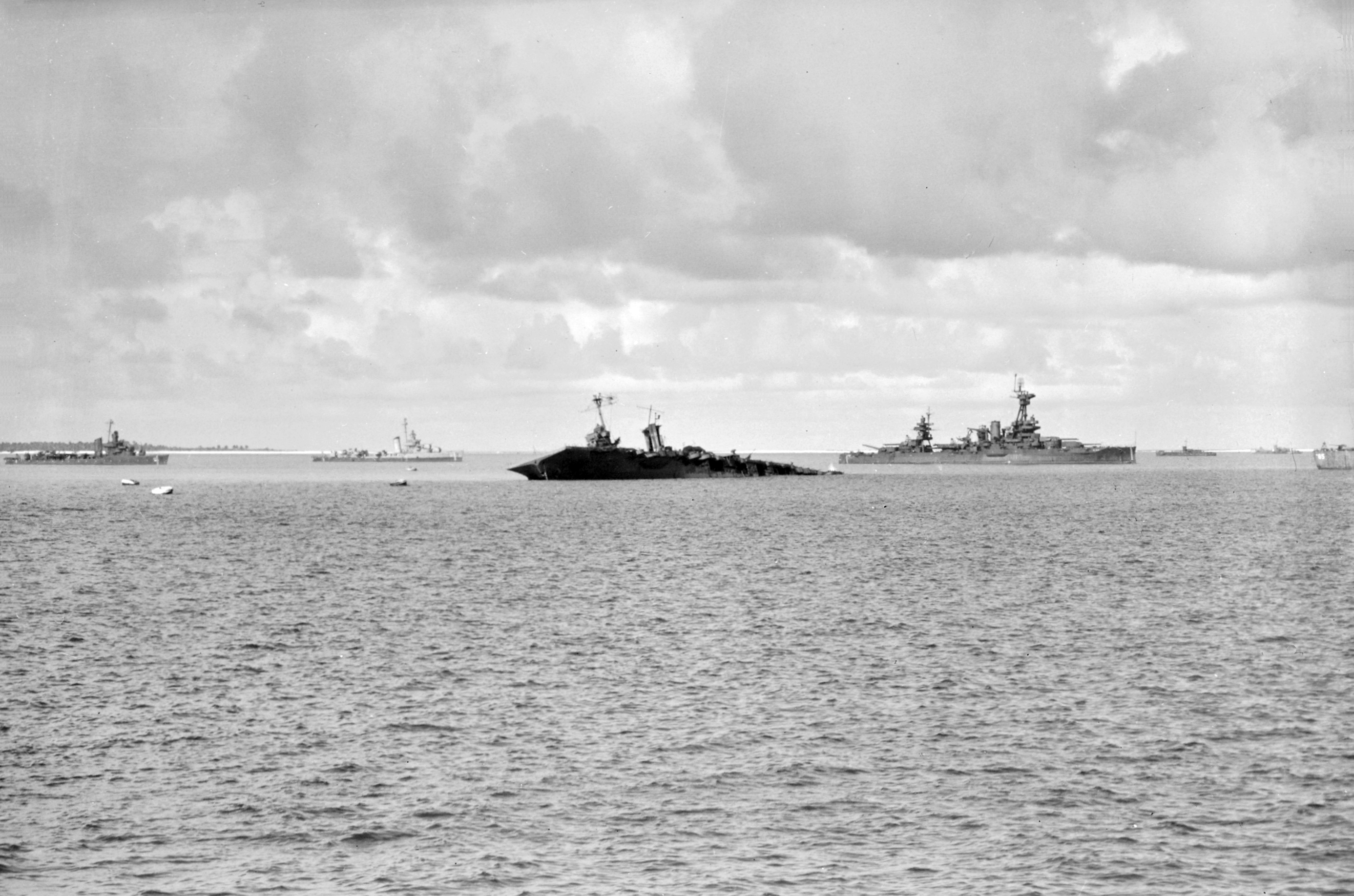
Le Saratoga en train de couler.

Le 25 juillet 1946, il est coulé dans le lagon de l'atoll de Bikini à l'occasion de l'opération Crossroads, une série d'essais nucléaires.
Le Saratoga a reçu sept décorations pour ses services durant la Seconde Guerre mondiale.

## Site de plongée sous-marine
Le site de l'épave, dont le château se trouve à seulement 15 mètres sous la surface, est un lieu incontournable de plongée sous-marine depuis plusieurs années. Il s'agit de l'une des trois seules épaves de porte-avions accessibles aux plongeurs récréatifs dans le monde (les autres étant l'Oriskany dans le golfe du Mexique et le Hermes au large de Batticaloa au Sri Lanka). Après une interruption de plusieurs années, les explorations de plongée ont repris en 2011.

## Récompenses et décorations
| Bronze star |                                                       |
|             | Silver star · Bronze star · Bronze star · Bronze star |

| American Defense Service Medal with "Fleet" clasp |                                             |                            |
| American Campaign Medal                           | Asiatic-Pacific Campaign Medal with 8 stars | World War II Victory Medal |